# 곽봉
곽봉(郭鳳)은 조선의 문신이다. 본관은 봉산(鳳山). 자(字)는 응소(應韶)이다. 아버지는 부사과(副司果)를 역임한 곽의산(郭宜山)이다.
1501년(연산군 7년) 생원시에 합격하였고, 1511년(중종(中宗) 6년) 별시(別試) 문과에 급제하여 군수(郡守)를 역임하였다.
아들인 곽희조(郭熙祖)도 1528년(중종(中宗) 23년) 문과에 급제하여 군수와 호조 좌랑(戶曹佐郞)을 역임하였다.